# 550. Grenadier-Division
Die 550. Grenadier-Division, später 31. Grenadier-Division, war ein Großverband der Wehrmacht im Zweiten Weltkrieg.

## Geschichte
Die Division wurde am 11. Juli 1944 im Wehrkreis XI um Hildesheim als sogenannte Sperrdivision in der 29. Aufstellungswelle aufgestellt. Bereits am 22. Juli wurde die 550. Grenadier-Division noch während des Aufbaues der Division in 31. Grenadier-Division umbenannt. Sie ersetzte damit die im Juni des gleichen Jahres bei der Heeresgruppe Mitte zerstörten 31. Infanterie-Division, wobei die Reste der 31. Infanterie-Division für die Aufstellung der 31. Grenadier-Division herangezogen wurden.
Die Unterstellung der 31. Grenadier-Division erfolgte in der Heeresgruppe Nord in Lettland unter die 18. Armee.

## Gliederung
- Grenadier-Regiment 1110 mit zwei Bataillonen, aus Grenadier-Regiment 12
- Grenadier-Regiment 1111 mit zwei Bataillonen, aus Grenadier-Regiment 17
- Grenadier-Regiment 1112 mit zwei Bataillonen, aus Grenadier-Regiment 82
- Artillerie-Regiment 1550 mit vier Batterien, aus Artillerie-Regiment 31
- Division-Einheiten 1550 (Füsilier-Kompanie 550), aus Division-Einheiten 31

## Kommandeur
Kommandeur der Division war der ehemalige Kommandeur des Grenadier-Regiments 12 und kurz vor der Auflösung der 31. Infanterie-Division mit der Führung dieser beauftragte Oberst Ernst König.